# Gōgen Yamaguchi
Jitsumi Gōgen Yamaguchi (20 de enero de 1909-20 de mayo de 1989), conocido como Gōgen Yamaguchi, fue un maestro de artes marciales japonés, alumno de Chōjun Miyagi en el estilo de karate Gōjū-ryū. Es uno de los más famosos maestros de karate de Japón y fundador de la Asociación Internacional de Karate-dō Gōjū Kai.
Gōgen Yamaguchi fue conocido en el mundo del karate por el sobrenombre de el gato. Como reconocimiento a sus méritos, fue honrado en 1969 por el emperador de Japón con la medalla Ranju hōshō.